# John Ball (padre)
John Ball (c. 1338 — 15 de julho de 1381) foi um padre lollardo inglês, líder da revolta camponesa de 1381.
Pouco é conhecido sobre a sua juventude mas provavelmente ele teria vivido em York e depois  em Colchester. Ele tornou-se famoso como pregador, divulgando e esclarecendo as doutrinas de John Wycliffe, mas sobretudo com a sua insistência nos princípios de igualdade social. Estas idéias puseram-no em colisão com o arcebispo de Cantuária, e por três vezes foi encarcerado. Ele parece também ter sido excomungado e em 1366 era proibido a todas as pessoas ouvi-lo pregar.
As suas opiniões, no entanto, não eram moderadas, nem a sua popularidade diminuiu com estas medidas. Suas palavras tiveram um efeito considerável na revolta de Junho de 1381. Ball estava então na prisão em Maidstone mas foi rapidamente libertado pelos rebeldes de Kent, a quem ele pregou em Blackheath o texto "When Adam delved and Eve span, who was then the gentleman?" (Quando Adão cavava e Eva fiava, quem então era o senhor feudal?).
Ele instigou os ouvintes a matar os principais lordes do reino e os advogados. Ball encontrava-se entre aqueles que mais tarde penetraram a Torre de Londres para prender Simon de Sudbury, o arcebispo da Cantuária. Quando os rebeldes se dispersaram, Ball fugiu mas foi feito prisioneiro em Coventry. Em seguida, foi enforcado e esquartejado na presença de Ricardo II da Inglaterra, a 15 de Julho de 1381.
John Ball, que foi chamado por Jean Froissart "o padre doido de Kent", parece ter tido o dom da rima e sem dúvida, deu voz às exigências das classe baixas do tempo.

## Influenciou
- Gerrard Winstanley (1609 - 1676) um reformador religioso e activista político durante a década de 1650, alinhado com os escavadores.
- William Morris (1834-1896) que escreveu "Sonho de John Ball"

- Este artigo incorpora texto  do artigo «Ball, John (priest)» (em inglês) da Encyclopædia Britannica (11.ª edição), publicação em domínio público.